# Bipinnula biplumata
Bipinnula biplumata är en orkidéart som först beskrevs av Carl von Linné d.y., och fick sitt nu gällande namn av Heinrich Gustav Reichenbach. Bipinnula biplumata ingår i släktet Bipinnula och familjen orkidéer. Inga underarter finns listade i Catalogue of Life.